# Liste der Naturdenkmale in Siershahn
Die Liste der Naturdenkmale in Siershahn nennt die im Gemeindegebiet von Siershahn ausgewiesenen Naturdenkmale (Stand 13. Juni 2024).

## Naturdenkmale
| Nr.         | Bezeichnung      | Lage                                | Beschreibung | Bild            |
| ----------- | ---------------- | ----------------------------------- | ------------ | --------------- |
| ND-7143-517 | Linde am Rathaus | Stretzelmannstraße, bei Nr. 12 Lage | Tilia sp.    | Fotos hochladen |